# Омикрон Девы
Омикрон Де́вы (лат. ο Virginis), 9 Девы (лат. 9 Virginis), HD 104979 — тройная звезда в созвездии Девы на расстоянии приблизительно 167 световых лет (около 51,3 парсек) от Солнца. Визуальная звёздная величина звезды — +4,12m. Возраст звезды определён как около 880 млн лет.

## Характеристики
Первый компонент — жёлтый гигант спектрального класса G5, или G8IIIBa1CN0,5CH1, или G8III. Масса — около 2,3 солнечной, радиус — около 10,434 солнечного, светимость — около 62,806 солнечной. Эффективная температура — около 4932 K.
Второй компонент — красный карлик спектрального класса M. Масса — около 238,64 юпитерианской (0,2278 солнечной). Удалён в среднем на 2,105 а.е..
Третий компонент — белый карлик. Масса — около 0,94 солнечной. Орбитальный период — около 18518 суток (50,7 года). Удалён в среднем на 21,1 а.е..